# Barmash
Barmash là một xã trong quận Kolonjë thuộc hạt Korçë, Albania. Dân số năm 2005 là 793 người.